# Kmart
Kmart, estilizada como Kmart, é uma cadeia de lojas de departamento, com sede nos Estados Unidos. Foi comprada pela empresa Sears em 2005, formando uma holding como o nome Sears Holdings Corporation.